# Максимилиан Поплавский
Максимилиа́н Попла́вский, полное имя Максимилиан Андреевич Поплавский — второстепенный персонаж романа «Мастер и Маргарита» Михаила Булгакова. Живёт в Киеве, работает экономистом-плановиком. Дядя и наследник московского литератора Михаила Берлиоза.

## Описание персонажа
«…Поплавский, экономист-плановик, проживающий в Киеве на бывшей Институтской улице…»
Ещё в черновых редакциях романа выясняется, что не экономист, а его жена — родственница Берлиоза:
«Горе гражданки Латунской, урождённой Берлиоз, было весьма велико». Далее в фразе происходит перенос родственных отношений на всю супружескую чету «но лишь только первые приступы его прошли и Латунские примирились с мыслью, что племянник Миша погиб…Латунские являлись единственными наследниками Берлиоза».
очень умный
«…Максимилиан Андреевич считался, и заслуженно, одним из умнейших людей в Киеве…»
«…сказал сам себе умный Поплавский…»
«…Нет, граждане, Максимилиан Андреевич был действительно умным человеком!..»
вежливый
«…Максимилиан Андреевич поклонился ему вежливо, но с достоинством…»
«…Могу ли я видеть председателя правления? — вежливо осведомился экономист-плановик…»

## Роль в сюжете
Поплавский и его жена — единственные родственники и наследники Берлиоза.
Они получают телеграмму:
«Меня только что зарезало трамваем на Патриарших. Похороны пятницу, три часа дня. Приезжай. Берлиоз». В главе 3, когда Берлиоз бежит к выходу Патриарших прудов, Воланд кричит ему: «Хотите, чтобы я немедленно отправил телеграмму вашему дяде в Киеве?». Эту телеграмму отправил кот Бегемот.
Поплавский приезжает в Москву, в плацкартном мягком вагоне N 9 киевского поезда (в третьей редакции романа — на скором поезде), на похороны. Его цель — получить квартиру погибшего в наследство:
«…Максимилиан Андреевич очень спешил в Москву. В чём же было дело? В одном — в квартире. Квартира в Москве? Это серьёзно…»
«…Видите ли, — внушительно заговорил Поплавский, — я являюсь единственным наследником покойного Берлиоза, моего племянника,… и я обязан, согласно закону, принять наследство, заключающееся в нашей квартире номер пятьдесят…».
Чтобы жильё унаследовать, Поплавскому требуется приложить усилия и прописаться в квартире Берлиоза:
«…Словом, невзирая ни на какие трудности, нужно было суметь унаследовать квартиру племянника на Садовой. Да, это было сложно, очень сложно, но сложности эти нужно было во что бы то ни стало преодолеть. Опытный Максимилиан Андреевич знал, что для этого первым и непременным шагом должен быть следующий шаг: нужно во что бы то ни стало, хотя бы временно, прописаться в трех комнатах покойного племянника…»
Поплавского Бегемот выгоняет из квартиры № 50. Наследник уезжает домой:
«…Ваше присутствие на похоронах отменяется, — продолжал кот официальным голосом. — Потрудитесь уехать к месту жительства. … Через несколько минут троллейбус уносил экономиста-плановика по направлению к Киевскому вокзалу…»

## Происхождение персонажа
Изначально персонаж носил фамилию Латунский, а её Булгаков в последующих редакциях отдал одному из критиков Мастера.
В ранних версиях романа Булгаков давал фамилию Поплавский двум персонажам: Берлиозу и Римскому, в поздних версиях получившие «музыкальные» фамилии.
Фамилию Поплавский носил главный режиссёр Городского театра в Киеве во времена студенчества Булгакова.
Максимилиан Александрович из Киева, возможно отсылка на родившегося в Киеве поэта Максимилиана Александровича Волошина (1877—1932).

## Образ Поплавского в кинематографе и театре
| Название           | Страна | Год  | Режиссёр        | В роли Поплавского | Примечания |
| ------------------ | ------ | ---- | --------------- | ------------------ | ---------- |
| Мастер и Маргарита | СССР   | 1977 | Юрий Любимов    | Готлиб Ронинсон    | спектакль  |
| Мастер и Маргарита | Польша | 1988 | Мацей Войтышко  | Ян Матяшкевич      |            |
| Мастер и Маргарита | Россия | 1994 | Юрий Кара       | Вадим Захарченко   |            |
| Мастер и Маргарита | Россия | 2005 | Владимир Бортко | Роман Карцев       | телесериал |